# 리디아 아인워스
리디아 아인워스(Lydia Ainsworth)는 캐나다의 싱어송라이터, 작곡가, 음악 프로듀서이다.

## 음반 목록
- Right from Real (2014)
- Darling of the Afterglow (2017)